# Küsin
A küsinek (hangul: 귀신 , RR: gwishin) a koreai népi hiedelemvilág szellemei. A küsinek halott emberek szellemei, nem pedig szörnyek vagy démonok, mint pl.: a Tokkebi. Az elhunyt szelleme jellemzően akkor bukkan fel, ha valami dolga még van a földön, például a családjának segítség kell, megölték vagy becsapták és ezért bosszút akar állni. „Haláluk után az emberekből küsinek lesznek.” (Hedon Csamnok: Vegyes feljegyzések a tengertől keletre fekvő országokból, 16-17. század)

## Jellemzői
A közfelfogásban a küsinek is ugyanúgy érzékelik és fogják fel az emberi világot, mint mi, így részt tudnak venni mindenféle dologban, képesek funkciók betöltésére. Ugyanakkor, mindenhol jelen vannak, és mindenhová képesek bejutni. Kedvelik a sötét, zugos helyeket, leggyakrabban ilyen helyeken „találkozhatunk” velük. Elhagyott régi épületek, kolostorok, várak romjai, barlangok, folyópart sűrűje, temetők, elhagyott erdei ház, és a hasonló helyek lakói. Ezzel a tulajdonsággal nagyon jó alapot szolgáltatnak rémtörténetekhez, legendákhoz. Gyerekek szokták egymást ijesztgetni velük, a felnőttek történeteiben legtöbbször tanító, okító céllal szerepelnek. A modern kori küsintörténetek és filmadaptációk leggyakoribb helyszíne az iskola, éjjel, üresen. 
Külsőségek terén sokban hasonlítanak a nyugati szellemképzetekhez: átlátszóak, a föld felett lebegnek. A küsineket általában vékony, nyúlt női alakkal képzelik el, hosszú, fekete, arcba lógó hajjal. A férfi küsin kifejezetten ritka. A jelenkori ábrázolások leggyakoribbja az ijesztő, fehér hanbokot viselő nőalak. A fehér hanbok jelentősége az, hogy ezt temetéskor öltik fel az emberek.   

### Írott forrásokban
Az emberek azonban nem csak rettegnek, tartanak a küsinektől, hanem tisztelik is, sőt imádják őket. A koreaiak küsin-tiszteletéről régi kínai források is léteznek:
„A három han (koreai törzsszövetségek) közösségben imádta a küsineket.” (Csin-su: Csin állam története)
„A három állam (Kogurjo, Pekcse és Silla korában áldoztak a küsineknek. Amikor az 5. holdhónapban befejeződött a vetés, és a 10. holdhónapban az aratás, összegyűltek a férfiak és asszonyok, s miután áldozatot mutattak be az égnek, áldoztak a küsineknek is.” (Hou Han su, A Kései Han-dinasztia története)
Kogurjo-kori cserépedény-ábrázolásokon a küsin félig állat, félig ember alakú (anyamedve női mellekkel). „A félsziget déli részén élő három han törzsszövetség, amikor a szellemeknek (Szatosin) mutattak be áldozatot, cölöpöt állítottak fel, erre csengőket és dobot kötöttek.”
Sillából is ismerünk hasonló rítusokat, amikor a sámánasszony közreműködésével gonosz szellemeket űznek el, vagy a falu pártfogó szellemének mutattak be áldozatot, rendszerint mindig a küsinnek is áldoztak és kérték tőle, hogy hárítsa el a veszélyt. Gyakran fordultak a küsinekhez a sámánasszonyok ráolvasások, varázsigék formájában. Az emberek pedig előszeretettel viseltek talizmánokat, kis rajzok, babák, amulett formájában, hogy így védve legyenek a küsinek esetleges ártó ténykedéseitől. A cserépkorsók különösen elterjedtek voltak.
A küsinek dolguk végeztével is a földön maradhatnak, ha elég erősek ehhez. A közhiedelem úgy tartja, hogy ha az ember nem veszi észre a küsin jeleit, az agresszívabbá válik. Habár az emberek félnek tőle, egy beszámoló sem ismeretes olyan esetről, hogy egy küsin bántott vagy megölt volna egy embert.